# Шолтвадкерт
Шолтвадкерт (мађ. Soltvadkert) је град у Мађарској. Шолтвадкерт је град у оквиру жупаније Бач-Кишкун.
Шолтвадкерт је имао 7.501 становника према подацима из 2010. године.

## Географија
Град Шолтвадкерт се налази у средишњем делу Мађарске. Од престонице Будимпеште град је удаљен око 130 километара јужно. Град се налази у средишњем делу Панонске низије. Надморска висина града је око 110 метара.

## Партнерски градови
- Боделсхаузен